# نیژنیایا تاتیا
نیژنیایا تاتیا (انگلیسی: Nizhnyaya Tatya) یک شهرک در شهرستان کراسنوکامسکی استان باشقیرستان کشور روسیه است.